# Dysdera bicornis
Dysdera bicornis là một loài nhện trong họ Dysderidae.
Loài này thuộc chi Dysdera. Dysdera bicornis được miêu tả năm 1931 bởi Fage.